# Temporada 1950-51 de los New York Knicks
La Temporada 1950-51 fue la quinta de los New York Knicks en la NBA. La temporada regular acabó con 36 victorias y 30 derrotas, clasificándose para los playoffs, en los que acabaron subcampeones de liga, tras perder en las finales ante los Rochester Royals.

## Elecciones en elDraft
| Ronda | Puesto | Jugador       | Posición | Nacionalidad   | Universidad |
| ----- | ------ | ------------- | -------- | -------------- | ----------- |
| 1     | 6      | Irwin Dambrot | Alero    | Estados Unidos | CCNY        |
| 2     | 18     | Herb Scherer  | Pívot    | Estados Unidos | Long Island |

## Temporada regular
| División Este           | División Este | División Este | División Este | División Este | División Este | División Este | División Este | División Este |
| Equipo                  | G             | P             | %             | PD            | Casa          | Fuera         | Neutral       | Div           |
| ----------------------- | ------------- | ------------- | ------------- | ------------- | ------------- | ------------- | ------------- | ------------- |
| x-Philadelphia Warriors | 40            | 26            | .606          | -             | 28-4          | 11-21         | 1-1           | 22-14         |
| x-Boston Celtics        | 39            | 30            | .565          | 1             | 25-5          | 10-23         | 4-2           | 21-19         |
| x-New York Knicks       | 36            | 30            | .545          | 4             | 22-5          | 10-25         | 4-0           | 21-15         |
| x-Syracuse Nationals    | 32            | 34            | .485          | 8             | 23-10         | 9–24          | -             | 19-17         |
| Baltimore Bullets       | 24            | 42            | .364          | 16            | 20-12         | 4–24          | 0-6           | 12-24         |
| Washington Capitols     | 10            | 25            | .286          | 30            | 7-12          | 3–12          | 0-1           | 6-12          |

## Playoffs

### Semifinales de División
Boston Celtics vs. New York Knicks
| Fecha       | Partido                               | Ciudad     |
| ----------- | ------------------------------------- | ---------- |
| 20 de marzo | Boston Celtics 69, New York Knicks 83 | Boston     |
| 22 de marzo | New York Knicks 92, Boston Celtics 78 | Nueva York |
|             | New York gana las series 2-0          |            |

### Finales de División
New York Knicks vs. Syracuse Nationals
| Fecha       | Partido                                        | Ciudad     |
| ----------- | ---------------------------------------------- | ---------- |
| 28 de marzo | New York Knicks 103, Syracuse Nationals 92     | Nueva York |
| 29 de marzo | Syracuse Nationals 102, New York Knicks 80     | Syracuse   |
| 31 de marzo | New York Knicks 77, Syracuse Nationals 75 (OT) | Nueva York |
| 1 de abril  | Syracuse Nationals 90, New York Knicks 83      | Syracuse   |
| 4 de abril  | New York Knicks 83, Syracuse Nationals 81      | Nueva York |
|             | New York gana las series 3-2                   |            |

### Finales de la NBA
Rochester Royals - New York Knicks
| Fecha       | Partido                                 | Ciudad     |
| ----------- | --------------------------------------- | ---------- |
| 7 de abril  | Rochester Royals 92, New York Knicks 65 | Rochester  |
| 8 de abril  | Rochester Royals 99, New York Knicks 84 | Rochester  |
| 11 de abril | New York Knicks 71, Rochester Royals 78 | Nueva York |
| 13 de abril | New York Knicks 79, Rochester Royals 73 | Nueva York |
| 15 de abril | Rochester Royals 89, New York Knicks 92 | Rochester  |
| 18 de abril | New York Knicks 80, Rochester Royals 73 | Nueva York |
| 21 de abril | Rochester Royals 79, New York Knicks 75 | Rochester  |
|             | Rochester gana las finales 4-3          |            |

## Estadísticas
| Rk | Jugador           | Edad | P  | PT | MP | TC  | TCI  | %TC  | 3P | 3PI | %3P | TL  | TLI | %TL   | RO | RD | RT   | AS  | RB | TAP | BP | FP  | PTS  |
| 1  | Vince Boryla      | 23   | 66 |    |    | 5.3 | 13.1 | .406 |    |     |     | 4.2 | 5.0 | .837  |    |    | 3.8  | 2.8 |    |     |    | 3.7 | 14.9 |
| 2  | Harry Gallatin    | 23   | 66 |    |    | 4.4 | 10.7 | .416 |    |     |     | 3.9 | 5.4 | .732  |    |    | 12.1 | 2.7 |    |     |    | 3.7 | 12.8 |
| 3  | Max Zaslofsky     | 25   | 66 |    |    | 4.6 | 12.9 | .354 |    |     |     | 3.5 | 4.5 | .775  |    |    | 3.5  | 2.1 |    |     |    | 2.3 | 12.7 |
| 4  | Connie Simmons    | 25   | 66 |    |    | 3.5 | 9.3  | .374 |    |     |     | 2.2 | 3.2 | .702  |    |    | 6.5  | 1.8 |    |     |    | 3.4 | 9.2  |
| 5  | Nathaniel Clifton | 28   | 65 |    |    | 3.2 | 10.1 | .322 |    |     |     | 2.2 | 4.0 | .532  |    |    | 7.6  | 2.5 |    |     |    | 4.1 | 8.6  |
| 6  | Dick McGuire      | 25   | 64 |    |    | 2.8 | 7.5  | .371 |    |     |     | 2.8 | 4.3 | .649  |    |    | 5.2  | 6.3 |    |     |    | 2.4 | 8.4  |
| 7  | Ernie Vandeweghe  | 22   | 44 |    |    | 3.1 | 7.6  | .402 |    |     |     | 1.5 | 2.2 | .701  |    |    | 4.4  | 2.8 |    |     |    | 3.3 | 7.7  |
| 8  | Ray Lumpp         | 27   | 64 |    |    | 2.4 | 5.9  | .404 |    |     |     | 1.9 | 2.5 | .775  |    |    | 2.0  | 1.8 |    |     |    | 2.5 | 6.7  |
| 9  | George Kaftan     | 22   | 61 |    |    | 1.8 | 4.7  | .388 |    |     |     | 1.3 | 2.0 | .624  |    |    | 2.5  | 1.2 |    |     |    | 1.7 | 4.9  |
| 10 | Tex Ritter        | 26   | 34 |    |    | 1.1 | 3.0  | .379 |    |     |     | 1.4 | 2.1 | .690  |    |    | 1.9  | 1.1 |    |     |    | 1.5 | 3.7  |
| 11 | Tony Lavelli      | 24   | 30 |    |    | 1.1 | 3.1  | .344 |    |     |     | 1.2 | 1.4 | .854  |    |    | 2.0  | 0.8 |    |     |    | 1.9 | 3.3  |
| 12 | Ray Ellefson      | 28   | 3  |    |    | 0.0 | 1.3  | .000 |    |     |     | 1.3 | 1.3 | 1.000 |    |    | 2.7  | 0.0 |    |     |    | 2.0 | 1.3  |
| 13 | Gene James        | 25   | 6  |    |    | 0.2 | 0.5  | .333 |    |     |     | 0.2 | 0.3 | .500  |    |    | 0.7  | 0.7 |    |     |    | 1.2 | 0.5  |

## Galardones y récords
| Jugador      | Galardón                    |
| Dick McGuire | 2º Mejor quinteto de la NBA |